# Isla Santa Elena (Honduras)
La Isla Santa Elena es una isla que pertenece al municipio de José Santos Guardiola en el departamento de Islas de la Bahía en el Mar Caribe al norte del país centroamericano de Honduras. Se localiza al oeste de la
isla Barbareta, de la Isla Morat y Guanaja y los cayos Indios y al este de la isla Roatán, justo al Norte de Roca Diamante. Incluye la Bahía Bailey (Sur) y la Bahía Campo (norte).
En julio de 2013 las autoridades de Honduras reportaron haber encontrado a 8 náufragos (la mayoría hondureños pero también extranjeros) que habían desaparecido tras un viaje por las Islas de la Bahía, siendo localizados a 5 millas de la isla de Santa Elena.